# Gudinna

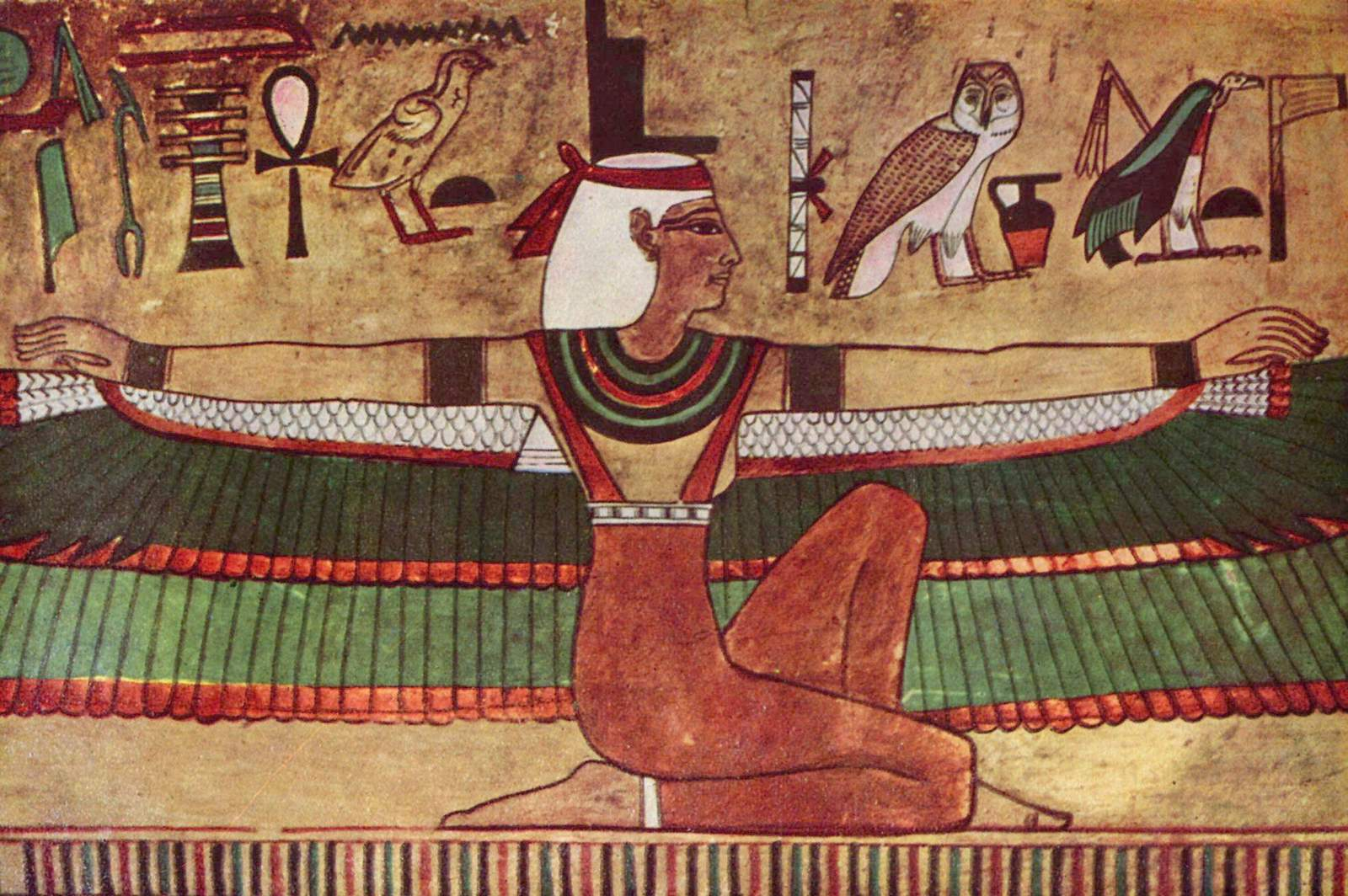
Fornegyptiska modersgudinnan Isis

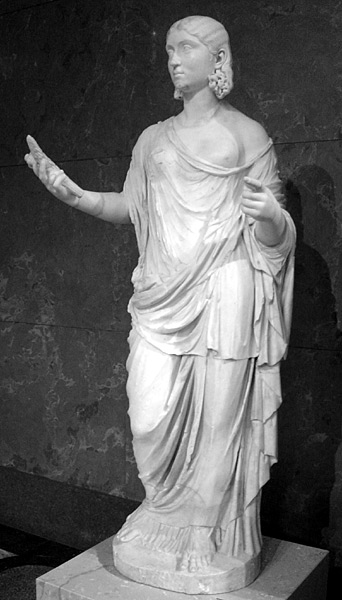
Ceres, romerska skördesgudinnan

Gudinna är en benämning för de många kvinnliga gudomarna i både antika och moderna polyteistiska religioner. Gudinnor kan antingen motsvara jordiska och himmelska fenomen eller mänskliga värderingar och tidsfördriv, exempelvis kärlek, äktenskap, jakt, krig och konst. Vanligtvis är de odödliga, dock förekommer det att de kan dödas. Ehuru de alltid är starkare än människor beskrivs de ofta i mänskliga termer, det vill säga med samma brister, tankar och känslor som människor. 

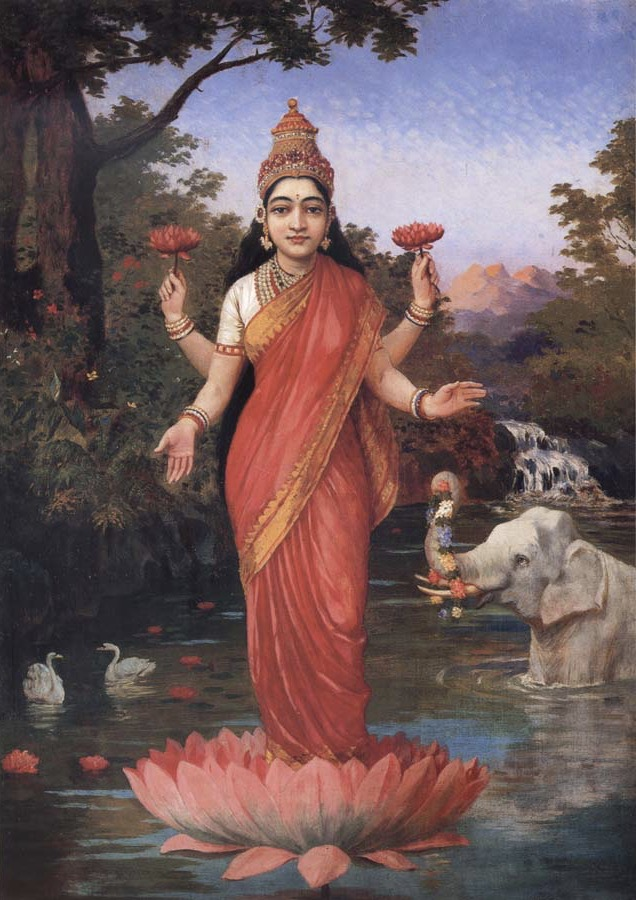
Lakshmi, hinduismens välståndsgudinna

En gudinna är en kraft eller övernaturligt väsen förbunden med kosmos och med jorden. Gudinnor är ofta både immanenta och transcendenta i sin karaktär. Gudinnor, eller som de vanligen benämndes i samlar- och jägarkulturer, Mödrar (Moder jord, Moder sol, Moder måne etc.), är människornas ursprungliga sätt att närma sig det heliga.

## Gudinnors natur
Gudinnan är den första kända gestalten i människans pantheon. Hon är både Moder Jord och en kosmisk Himmelsgudinna. Gudinnan har och har haft många olika namn och tagit gestalt för människor på olika sätt i olika tidsåldrar och kulturer världen över. Därmed kan gudinnetron ses som polyteistisk (tron på många gudomliga krafter) men i grunden är den monoteistisk (tron på en gudomlig kraft) eftersom det är olika aspekter av en Gudinna som genom tiderna haft ett numinöst och transcendentalt innehåll. Hon är en allomfattande gudom som väver samman allt som existerar i kosmos. Hon är både jord och himmel, både liv och död och genom henne skapas allt.
Till skillnad från gudar, som överträder naturlagarna så följer gudinnorna/mödrarna naturlagarna eftersom de är naturen och kosmos. Detta innebär också att de inte härskar över en skapelse, utan verkar i sig själva emedan de är själva skapelsen. Eftersom naturen rör sig i en ständig cirkel av födelse, liv, död och återfödelse bär gudinnorna/mödrarna alla dessa aspekter. Därmed är cirkeln också en symbol för gudinnorna/mödrarna. 
Många kulturer har eller har haft gudinnor vanligast som en del av en pantheon. Ursprungligen (under paleolitikum, äldre stenåldern) bestod denna pantheon av enbart kvinnliga väsen/mödrar. Under neolitisk tid (bondestenåldern) fick gudinnan/modern en gemål och pantheonen kom att bestå av både gudinnor och gudar.
Så småningom kom gudinnor, precis som gudar, i mytologin ofta att få ansvar över ett område. Exempel på områden är visdom, tur, kärlek, jakt, krig, osämja, moderskap, himmel, underjorden m.m.
Gudinnorna/mödrarna förkroppsligar naturen och de krafter som finns inneboende i den. De anses ofta ha sin boning i till exempel träd, källor, floder och sjöar. Redan stenålderns samlar- och jägarkulturer dyrkade en kvinnlig makt. Gudinnor är ofta kärleksgudinnor, fruktbarhetsgudinnor eller moderskapsgudinnor, till exempel Afrodite i antikens Grekland, fornnordens Freja och romarnas Juno.
De riktigt gamla gudinnorna som till exempel Hel (härskare över dödsriket i Fornnordens mytologi), hinduismens destruktiva Kali har behållit sin karaktär av "hela" gudinnor som omfattar både livs- och dödsaspekten. Medan de antika grekerna har gjort en krigisk Athena en modern gudinna, avskärmad från naturen i och med hennes onaturliga födelsesätt (ur Zeus huvud).
I den gamla Orienten var gudinnornas roll ibland mycket tvetydigt: kärleks- och fruktbarhetsgudinnor är samtidigt ofta krigsgudinnor som är upphov till fördärv och död, till exempel Astarte, Ishtar och Anath.
Kvinnliga makter ansågs råda i regel även över ödet och livets lott exempelvis nornorna eller Fortuna. Men de hämnas och vedergäller också den som förgår sig mot den kosmiska ordningen, till exempel de grekiska erinyerna.
I modern tid har idén om en ursprunglig Gudinna som trängts undan av patriarkala religioner tagits upp av en del feminister. Marxistiska feminister anser att växlingen från en kvinnlig gudom till en eller flera manliga är en religiös avspegling av att samhället blivit patriarkaliskt. Inom New Age återfinns ofta idén om Moder Jord (Gaia) som ett andligt väsen.
Bland dagens världsreligioner är det i princip endast judendom, kristendom och islam som inte har gudinnor. Inom den katolska kyrkan kan dock jungfru Maria, trots att hon inte är gudomlig, tänkas representera det kvinnliga heliga.

## Gudinnor från olika kulturer

### Egyptiska gudinnor
- Bastet - Kattgudinna
- Hathor - Himmels- och modergudinna
- Isis - Moder- och Underjordens gudinna
- Mut - Himmels- och modergudinna, ursprungligen från Thebe
- Nephthys
- Sekhmet
- Wadjet

### Mesopotamiska gudinnor
- Ishtar - Kärlekens gudinna och Himlens drottning
- Lilit - Ödslighetens jungfru
- Ninhursag- Modergudinna
- Tiamat - Monstergudinna som förknippas med saltvatten

### Hinduiska gudinnor
- Kali - Dödsgudinnan
- Lakshmi
- Shakti

### Hebreiska gudinnor
- Ashera

### Grekiska gudinnor
- Afrodite - Kärlekens gudinna
- Artemis  - Jaktens gudinna
- Athena   - Vishetens gudinna
- Cybele
- Demeter  - Årsväxtens gudinna
- Eirene   - Fredens gudinna
- Gaia     - Moder Jord
- Hestia   - Hemmets gudinna
- Nemesis  - Straffets och vedergällningens gudinna
- Nike     - Segerns gudinna
- Hera      - Himlens drottning
- Pheme     - Skvallrets gudinna
- Ossa     - Ryktets gudinna

### Romerska gudinnor
- Ceres
- Concordia - Endräktens gudinna
- Diana - Jakt- och mångudinna
- Eris - Osämjans gudinna
- Fortuna - Turens gudinna
- Juno - Moderskapets gudinna
- Justitia - Rättvisans gudinna
- Minerva - Visdomens gudinna
- Pomona - Fruktens och trädgårdarnas gudinna
- Proserpina - Underjordens gudinna
- Securitas - Gudinna över säkerheten.
- Venus - Kärlekens gudinna
- Aurora - Morgonrodnadens gudinna

### Japanska gudinnor
- Amaterasu - Solgudinna

### Kinesiska gudinnor
- Nüwa - Skapande och räddande gudinnan
- Chang'e - Mångudinna
- Guanyin - Medlidandets och nådens gudinna
- Xi Wangmu

### Nordiska gudinnor
- Freja - Fruktbarhetsgudinna
- Hel - Underjordens gudinna
- Idun - Ungdomens gudinna
- Nanna - Sorgens gudinna
- Sif - Svågerlagets och äktenskapets gudinna
- Skade - Jaktens och vinterns gudinna

### Samiska gudinnor
I den gamla samiska religionen fanns många gudinnor. Det finns ingen samlad bild av samernas tidigare historia, så ingen kan säga säkert hur världen uppfattades då. De skriftliga källorna är mest från manliga kristna präster, som hade ett eget intresse av att skildra historien på sitt sätt. Men gudinnorna var både många och viktiga i den samiska tron. 
Solen – Biejvve – var en sån central gudinna (som gav alla varelser liv), liksom månen – Mánno – en gudinna som dyrkades särskilt vid nymåne och vid det som vi nu kallar för jultiden. Men bland de viktigaste gudinnorna var Urmodern och hennes döttrar, det vill säga hemmets gudinnor, som bodde i eller under kåtan.
Máttaráhkká var Urmodern (eller Modergudinnan eller Moder Jord) som hade tre döttrar; Sáráhkká, Uksáhkká och Jouksáhkká. Máttáráhkká var den som gav människorna barn.
Sahrahkka eller Sáráhkká var till hjälp vid förlossningar och hon var skyddsgudinna för kvinnor och barn. Hon skyddade även renkorna under kalvningen. Sáráhkká var den mest älskade av de samiska gudinnorna. och hon dyrkades av både kvinnor och män.
Uksáhkká bevakade kåtan och dem som kom in i, eller gick ut ur, kåtan. Hon bodde under kåtans dörr. Uksáhkká var också den som tog emot barnet vid födelsen och hon skyddade barnet när det började ta sina första steg, så att barnet inte skulle falla och slå sig.
Jouksáhkká skyddade också barnen under uppväxten, men hon var mest pojkarnas gudinna. Tanken var att alla foster var flickor, men om folket bad Jouksáhkká att hon skulle göra om fostret till en pojke, kunde hon göra det. Juoksáhkká bodde längst inne i kåtan, där trumman och jaktvapnen förvarades.
I den gamla samiska tron var det inte bara så att kvinnan skapade liv, även döden var en kvinna. Jábmemáhkká var dödsmodern, härskarinnan över underjorden. (Enligt samisk tro delades världen in i tre delar; himlen, jordelivet och underjorden.)